# 莊田
莊田是創立於西漢的中國土地制度之一，一般指皇族勳戚佔有的田地。清代将管理庄田的人员称为庄头。

## 歷史
北魏均田制遭到破壞後，莊園制陸續填補此一制度，唐代有勛貴莊田，如內莊宅使所轄莊田，親貴按爵所授田，中唐後庶民地主土地所有權進一步確立，土地國有化遂變成土地私有，五代後周太祖時官田「悉以分賜見佃戶充永業」，北宋則陸續增設屯田抵禦契丹，由屯田使、提學官及營田司掌管，後江淮兩浙也設置民屯，以回復東漢、兩晉的職田和學田，北宋曾設置佔天下墾田72分之1的官田，南宋則擴展到15分之1。元代則在此一基礎上大量設置官牧場。

### 沿襲明清與變化
明清時期的莊田，是指將官府持有的官田或所侵占的民田連同原耕作農民，按照爵位高低、分別多寡而收歸君主或賞賜王公勳戚持有。
明初接收元朝遺留的官田（主要在江南）和牧場，華北各省地廣人稀，總人口一千多萬還比不上山多田少的日本人口，故多設軍屯、商屯、官屯，招民墾荒，撥歸皇室的稱皇莊，如上林苑監土地，上林苑署即皇莊不隸京府。英宗時，没收曹吉祥地为宫中庄田，皇庄之名由此始﹔授與王、公、勛戚的稱官莊，明仁宗多赐赵王朱高燧田园80顷，开亲王赐予庄田之風。石亨在怀来有地1700余顷。
到清代，撥歸皇室內務府的稱皇室莊田，共有五百四十四莊，初計一萬三千七百七十二顷田地，嘉慶時增至三萬五千餘顷，授與親王、郡王等勛貴的稱宗室莊田，又有八旗宗室莊田，世袭不纳赋税。此制度沿襲至20世紀初。該種土地不受行政系統管轄，由土地所有權人負責管理，其土地免田賦，其佃戶多免徭役，但須為莊田主人服勞役。地方官員不僅不可買賣及收賦收租，也對田地傳襲等細節不可干涉。
明代除親王莊田永為世業外，皇戚、勛臣的莊田有退田制度。嘉靖二十九年（1550年）規定，凡公主國公以下莊田，世遠者保留原田3/10，其餘退還國家。隆慶二年（1568年）規定：勛臣五世限田200頃，戚畹700頃至70頃有差。萬曆十六年（1588年）規定：皇后之親，傳派五世，准留100頃為世業；駙馬傳派五世，准留10頃供主祀；諸妃家，傳三世即儘數還官。清代莊田則均為永業田。

## 分類
莊田有四類：
- 官莊：為皇帝將無主土地清查後賜予有功貴族或軍臣。
- 寺莊：道觀佛寺土地。
- 皇莊：皇子皇孫自行經營。
- 莊田：學、書院，膽學土地及責士莊田。

- 旗莊：清代特有的莊田。為八旗官兵圈占，僅北京直隸一帶駐防官兵的旗田即高達十四萬顷，總數難以算計。旗人圈占和接受投充後，掠夺的土地通称为旗地。清初又按照皇庄、王庄、官庄、旗庄的区分，分别设置名为庄头的管理人员[9]。
- 族田：宋代開始設置族田以救濟五服以外的族人，明清時期族田的設置更加完備。根據近代學者李文治論文所統計的族田資料，宋元時期有70多個例子，明代則達到200個，至於清代，數量更是多到不可勝計。

## 相關
- 公田
- 庄园